# Бекерат, Юрген фон
Юрген Рудольф Фридрих фон Бекерат (нем. Jürgen von Beckerath; 19 февраля 1920, Ганновер — 26 июня 2016, Шледорф, Германия) — немецкий египтолог, писатель
, почётный профессор Вестфальского университета им. Вильгельма, педагог. Доктор наук.

## Биография
Сын химика.
В 1939 году окончил школу. Во время Второй мировой войны служил солдатом, после ранения был уволен с военной службы.
После войны изучал египтологию в университете Мюнхена. В 1950 году получил докторскую степень. В 1957 году стал преподавать в том же университете, в 1963 году — профессор в Мюнхенском университете. В 1966—1967 годах был приглашенным профессором Колумбийского университета в Нью-Йорке. В 1970 году стал профессором (ordinarius) и директором института Вестфальского университета им. Вильгельма (Wilhelms-Universität) в Мюнстере, вышел на пенсию в 1985 году.
Член Германского археологического института. Автор ряда научных работ по истории Древнего Египта, в частности по хронологии. Многочисленные публикации подчеркивают его высокую компетентность в области египтологии.
К ним относятся его самые важные научные работы: «Справочник имён египетских царей» и «Хронология фараонов Египта». Они стали стандартными работами по египтологии.

## Избранные труды
- Thanis und Theben. Historische Grundlagen der Ramessidenzeit in Ägypten. Glückstadt — New York 1951
- Untersuchungen zur Geschichte der Zweiten Zwischenzeit in Ägypten. Glückstadt — New York 1964
- Abriss der Geschichte des Alten Ägyptens. München 1971
- Handbuch der ägyptischen Königsnamen. München 1984
- Chronologie des ägyptischen Neuen Reiches. Hildesheim 1994
- Chronologie des pharaonischen Ägyptens. Die Zeitbestimmung der ägyptischen Geschichte von der Vorzeit bis 332 v. Chr. Mainz 1997
- Handbuch der ägyptischen Königsnamen. 2. verbesserte und erweiterte Auflage. Mainz 1999